# Grupo C

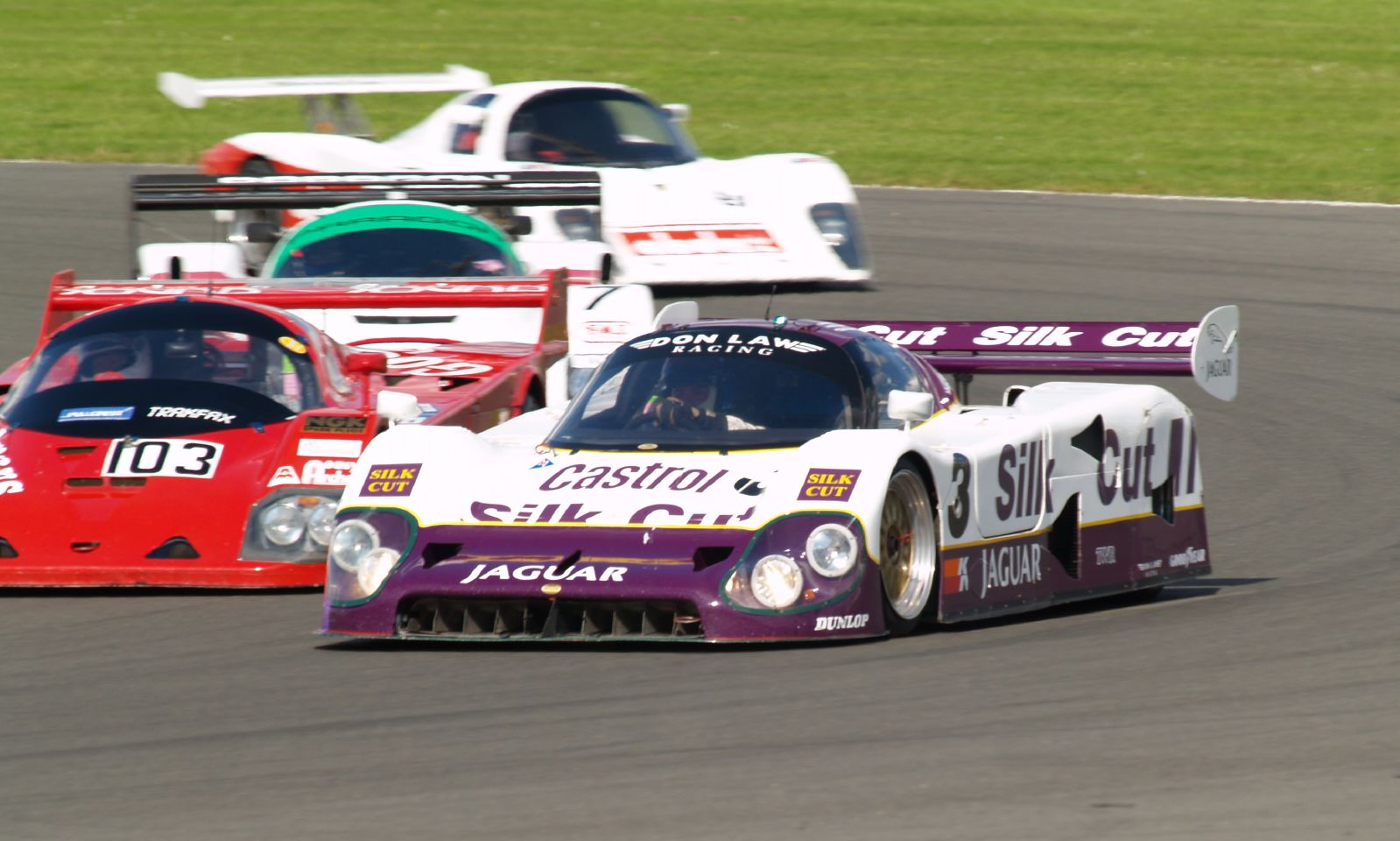
Coches del Grupo C.

El Grupo C es un reglamento de sport prototipos introducido por la Federación Internacional del Automóvil en el año 1982, junto con los Grupo A de Turismos y Grupo B de Rally.
La reglamentación Grupo C fue diseñada para reemplazar tanto al Grupo 5 (prototipos cerrados de turismos como el Porsche 935) y el Grupo 6 (prototipos descubiertos como el Porsche 936). El Grupo C fue usado en el Campeonato Mundial de Resistencia y en otras competencias de automovilismo de velocidad alrededor del mundo. La categoría desapareció tras el campeonato de 1992. Reglas similares se utilizaron en Estados Unidos bajo el nombre de Grand Touring Prototype o GTP por la IMSA.

## Historia

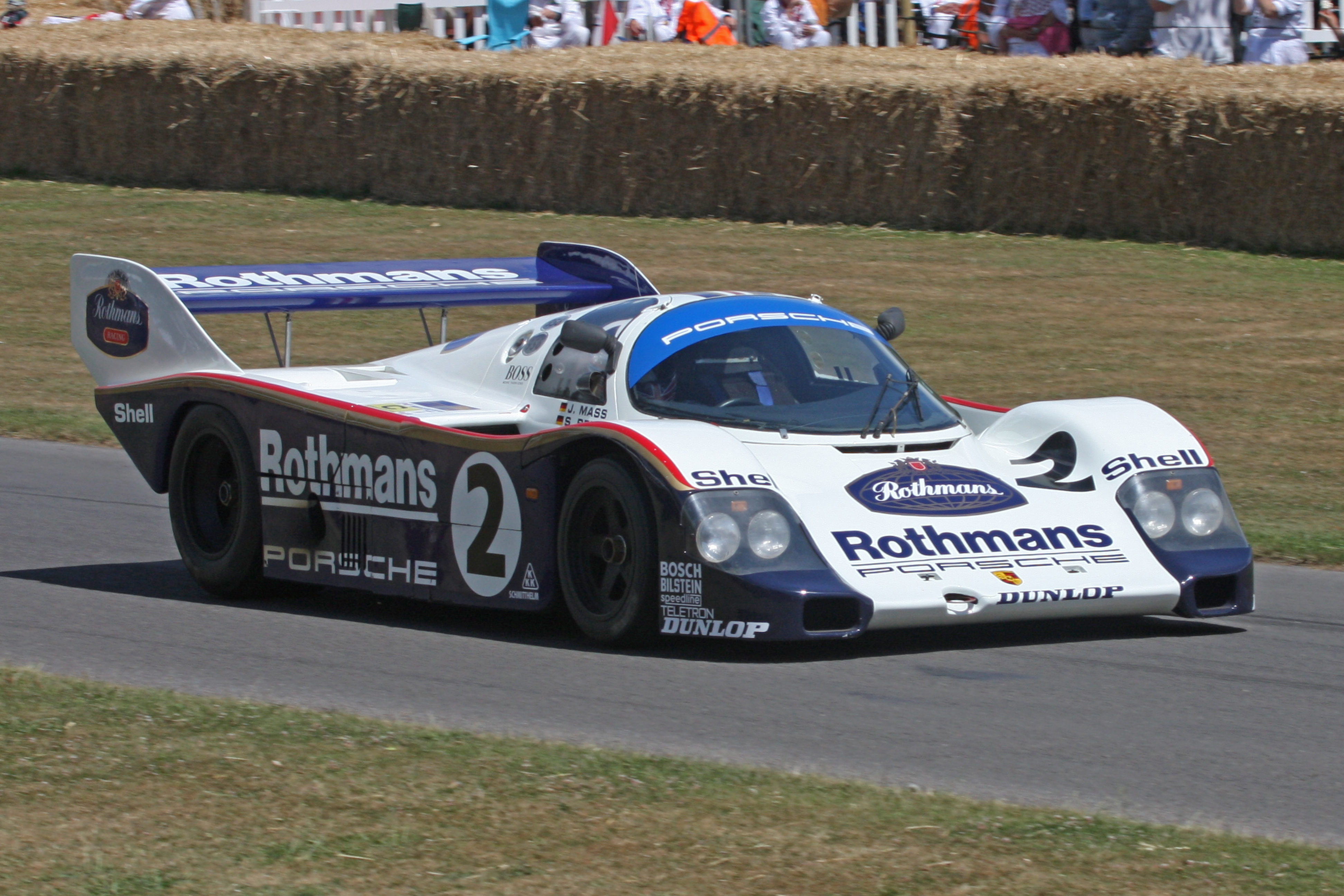
Porsche 956 en competición.

El origen de la categoría del Grupo C se encuentra en los Grupos 6 de la FIA, y sobre todo en la categoría GTP creada por la ACO para las 24 Horas de Le Mans a mediados de los años 70. La GTP era una categoría destinada a prototipos con una serie de limitaciones de tamaño pero, en lugar de las tradicionales limitaciones en la cilindrada, establecía límites en el consumo, la FIA aplicó ese mismo concepto en el Grupo C, eso limitaba a los autos a un peso mínimo de 800kg y una capacidad máxima de combustible de 100 litros. Con los competidores restringidos a cinco paradas de recarga de combustible con 1000km de distancia, los autos se les permitieron efectivamente 600 litros por 1000km. Con esto la FIA pretendía evitar que los constructores se concentraran solo en el desarrollo del motor, como a finales de la década de los años 1970, cuando algunos fabricantes, como Porsche, Ford y Lancia, habían dominado las carreras simplemente incrementando la presión de soplado del turbocompresor, especialmente durante la fase de clasificación (por ejemplo, el Porsche 935 de 3.2 L fue capaz de alcanzar la marca de los 800 CV). Los motores tenían que ser de fabricantes reconocidos que tuvieran autos homologados en el Grupo A de autos de turismos o del Grupo B con coches de Gran Turismo.

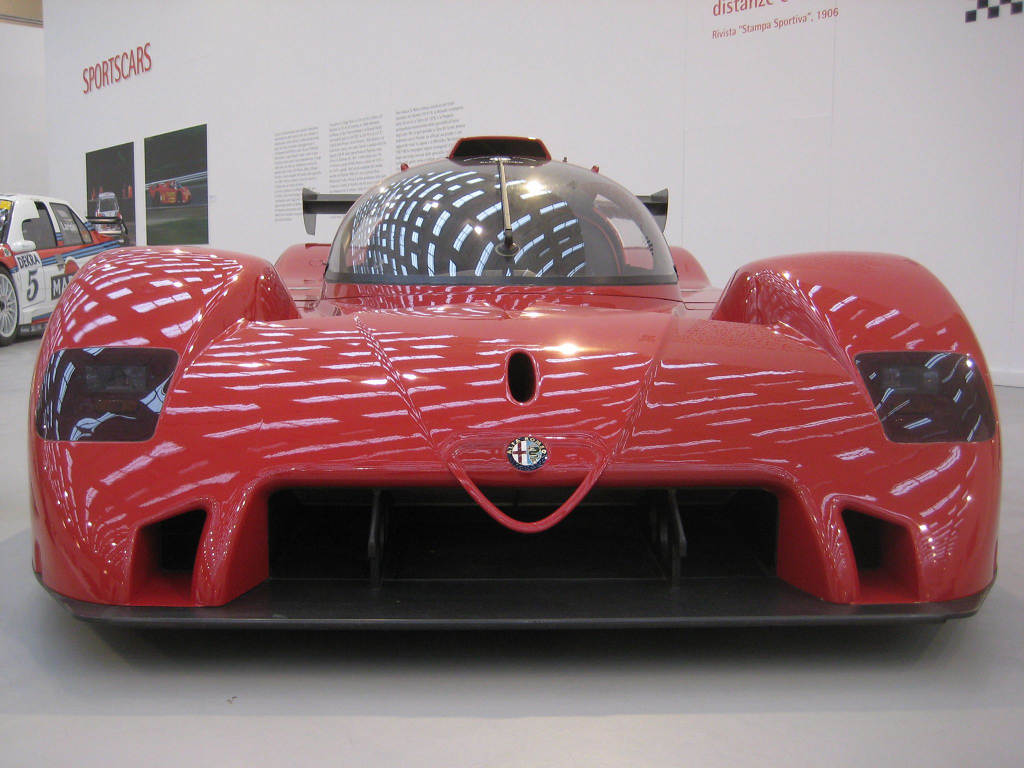
Alfa Romeo perteneciente al Grupo C.

Aunque la limitación en el consumo significaba que los automóviles necesitaban conservar el combustible desde el inicio de la carrera, el apoyo de los constructores para el nuevo reglamento fue creciendo, lo que incrementó la diversidad de la serie. Con las nuevas reglas era teóricamente posible que los prototipos con motores atmosféricos pequeños compitieran con los de motores grandes sobrealimentados. Adicionalmente, la mayoría de las competiciones tenían un recorrido de entre 500 y 1000 km (entre tres y seis horas de duración, respectivamente), lo que permitía enfatizar el carácter de "resistencia" de la competición.

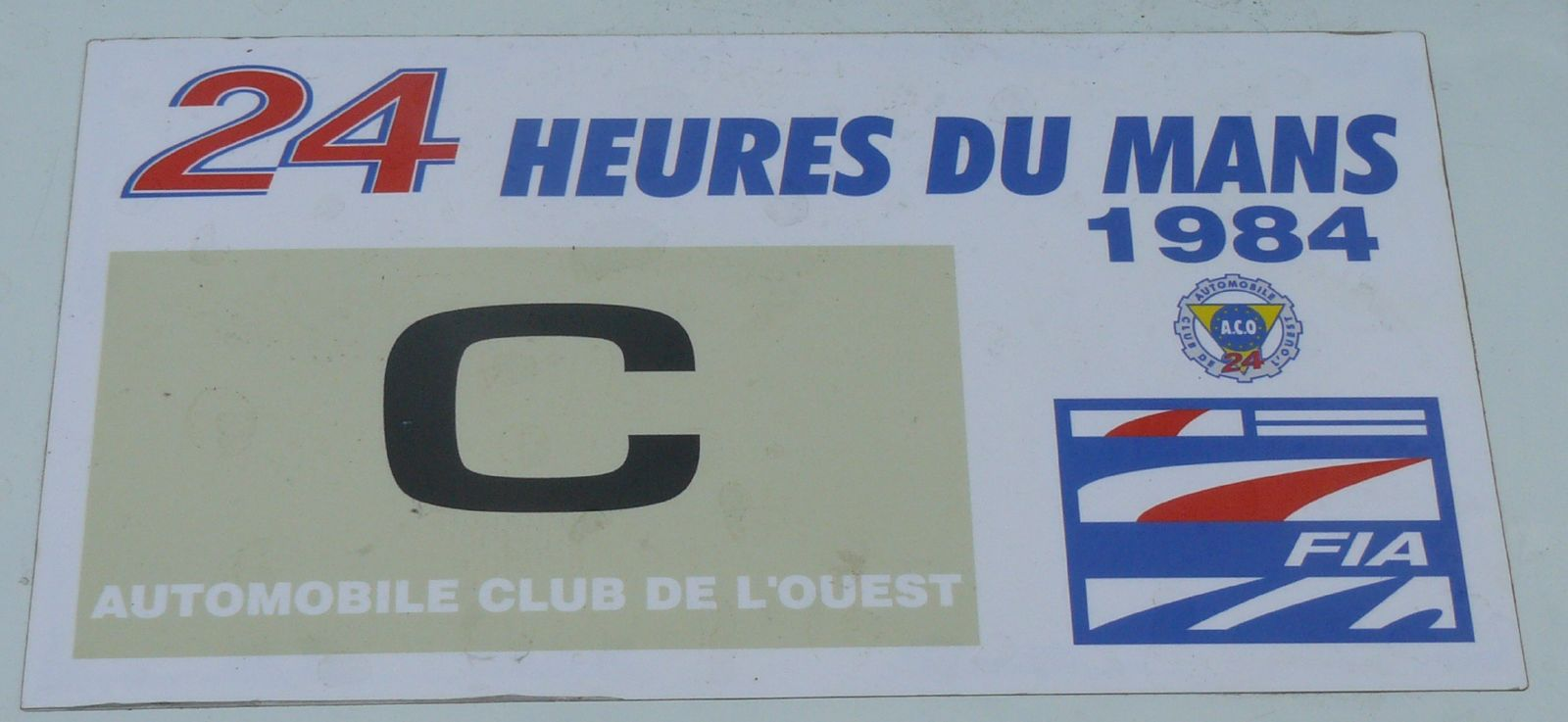
Identificación de los coches de Grupo C para las 24 Horas de Le Mans de 1984.

Ford, con el C100, y Porsche con su 956, fueron los primeros constructores en incorporarse a las series. El tradicional motor bóxer turboalimentado del 956 ya se había probado en la versión de 1981 del 936 del Grupo 6. Poco después se incorporaron varias marcas, incluyendo Lancia, Jaguar, Mercedes-Benz, Nissan, Toyota, Mazda y Aston Martin. Muchas de estos constructores también se inscribieron en el Campeonato IMSA GT, ya que su reglamento era similar.
El incremento de los costes acarreado por la incorporación de grandes marcas supuso la creación de la clase C2 (originalmente C Junior) destinada a equipos privados y pequeños constructores, con un límite mayor en cuanto al consumo. Aunque se suponía en un principio que los bólidos utilizarían motores atmosféricos de hasta 2.0L, la mayoría de ellos optaban por el motor BMW M1 de 3.5L o el Cosworth DFL de 3.3L aunque, al igual que en la clase principal, cada constructor utilizaba una gran variedad de elementos. Equipos competitivos en esta clase fueron Alba, Tiga, Spice y Ecurie Ecosse entre otros. El bajo coste de estos vehículos supuso incluso la creación de campeonatos nacionales para la categoría, tales como el BRDC C2 Championship británico.

## Encumbramiento y declive

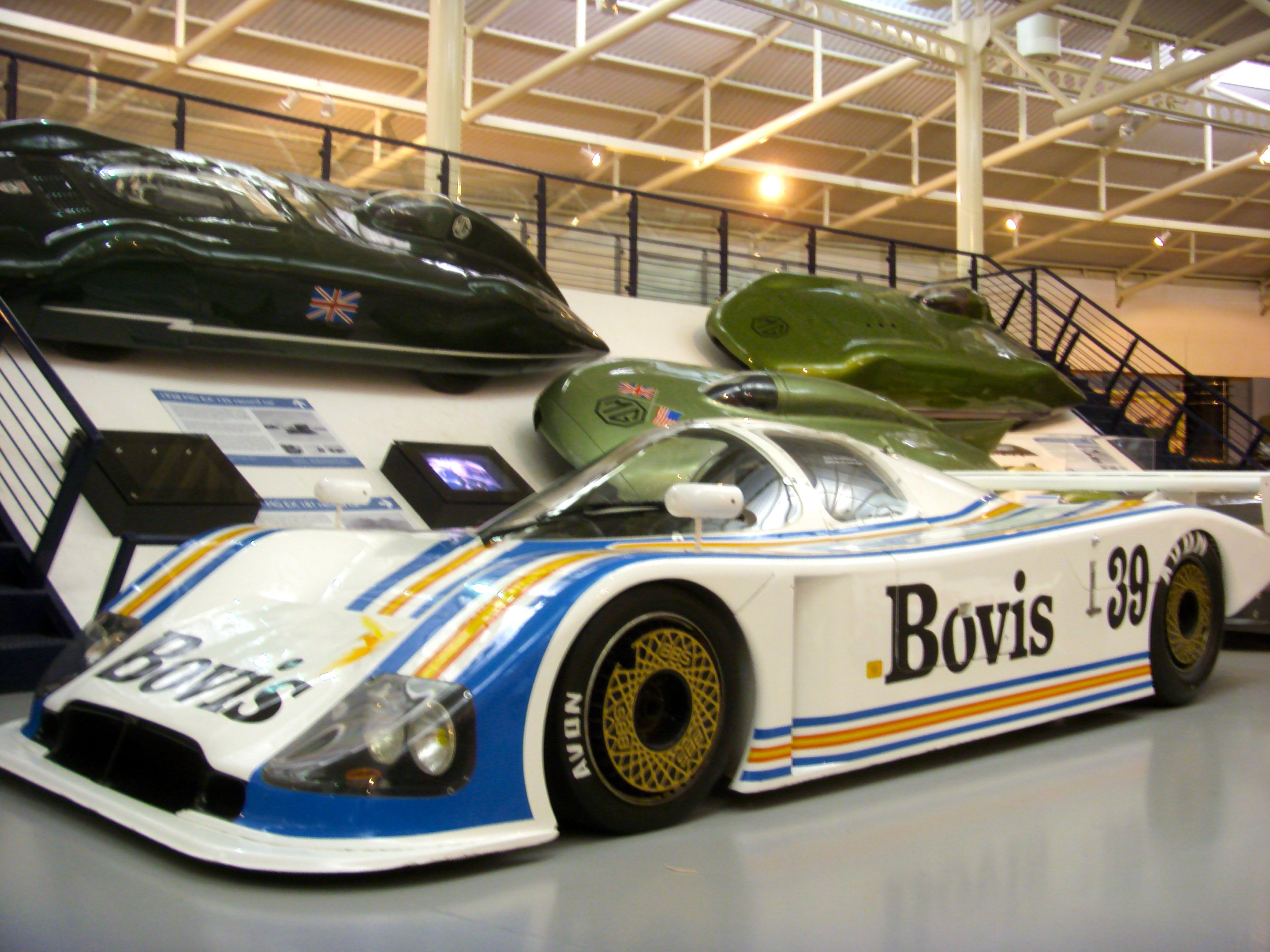
Aston Martin.

En 1989, la popularidad del Grupo C era casi tanta como la de la Fórmula 1. Al hallarse que algunos prototipos de la clase C1 superaban los 400 km/h en la Recta de Les Hunaudieres de Le Mans (el Peugeot WM llegó a alcanzar los 408 km/h), la FIA revolucionó la categoría con la intención de que sustituyera a la clase C2, que se había mostrado poco fiable en campeonatos de resistencia. La nueva Fórmula limitaba la potencia de los participantes construidos con el reglamento original (como por ejemplo el Porsche 962, utilizado por muchos pilotos privados) y beneficiaba a aquellos que utilizaran motores de 3.5L procedentes de la F1 -- en esencia, estos últimos eran los grandes fabricantes, ya que esta nueva fórmula era más cara que la C1 original. El efecto no se hizo esperar, y el resultado fue la caída del Grupo C, ya que Ford, Mercedes y Peugeot eligieron dirigir la mayoría de sus esfuerzos o, directamente, dedicarse exclusivamente a la F1. Además, los motores de F1 eran prohibitivamente caros para equipos pequeños como Spice y ADA. El escaso número de inscripciones para el Campeonato de 1993 supuso su cancelación antes de su comienzo; sin embargo, y debido a que las 24 Horas de Le Mans no figuraban en el calendario oficial desde 1992, la ACO permitió la inscripción de vehículos del Grupo C, con ciertas limitaciones. Durante la carrera, se observaron protestas por el estado de la categoría, incluyendo la colocación de pancartas en las barreras.

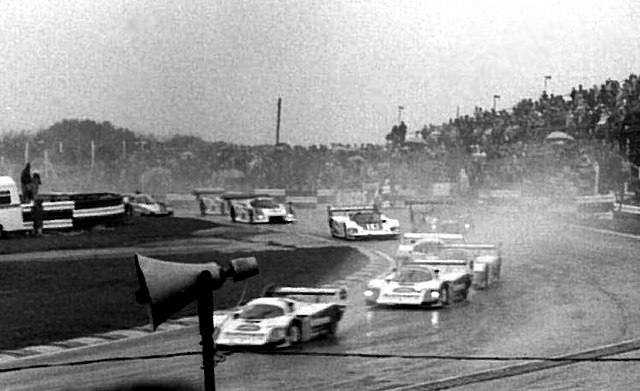
Competencia de automóviles del Grupo C.

La carrera de Le Mans en 1994 fue la última en las que se permitió la inscripción de automóviles del Grupo C. Se introdujo una nueva categoría formada especialmente por la organización que consistía en Grupos C sin techo. De hecho, el ganador de la carrera fue uno de tales automóviles, un C1 disfrazado de automóvil de calle inscrito en la categoría GT1, el Dauer 962 Le Mans, que ganó la carrera tras sufrir el hasta entonces líder, un Toyota 94C-V, problemas de transmisión. Tras ello, el 962 fue descalificado, se compensó al Toyota con una dispensa especial para participar en la carrera de Suzuka, y unos pocos pilotos de la C1 pudieron inscribirse en el nuevo Campeonato Japonés de GT. Otros C1 sin techo siguieron compitiendo hasta sufrir accidentes, sufrir grandes averías o hasta quedarse anticuados; un ejemplo destacado es el Porsche WSC-95, que ganó en Le Mans en 1996 y 1997, utilizando el monocasco del Jaguar XJR-14 y la mecánica del Porsche 962 (motor, transmisión, etc).

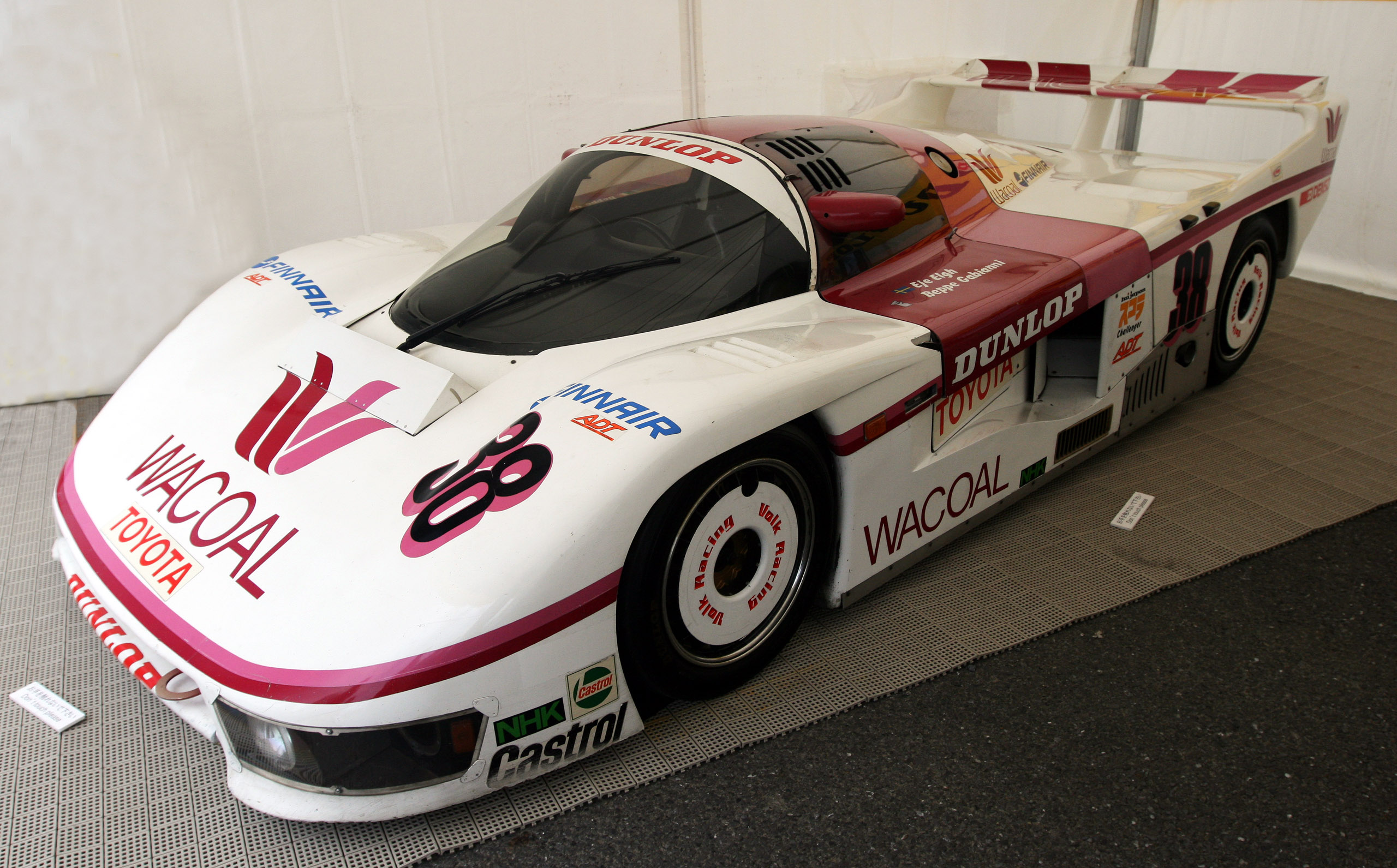
Exhibición de un Toyota GTP en el Museo del Mosport Park, Canadá. Este modelo participó en las últimas carreras de la CanAm.

Tras ello, los prototipos prácticamente desaparecieron de Europa, reapareciendo de nuevo en 1997. Recientemente, ha resurgido el interés por los prototipos del Grupo C debido a su participación en campeonatos de automóviles históricos.

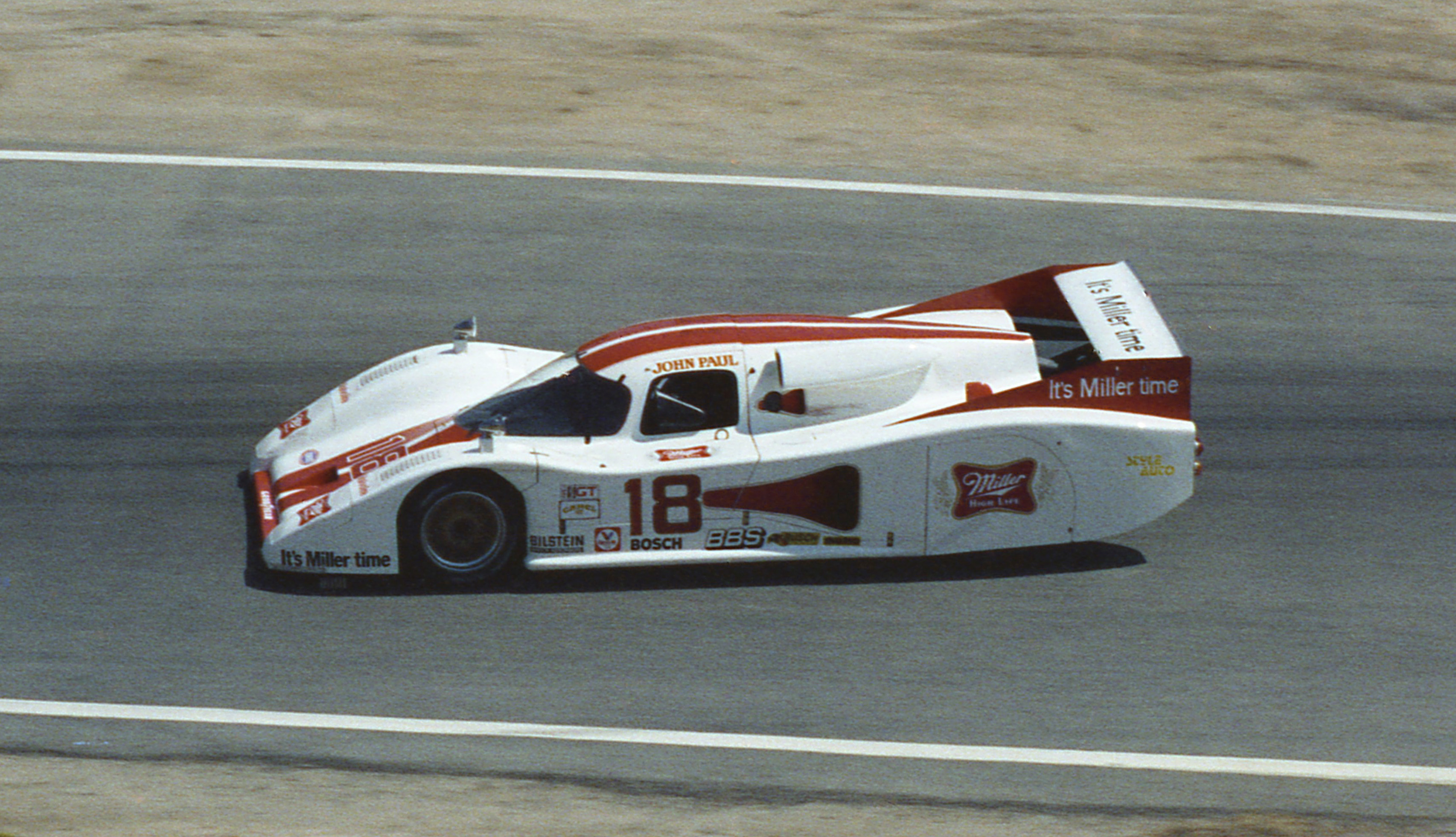
Coche GTP de Lola.

## Automóviles del Grupo C
- ADA
  - 01, 03
- Alba
  - AR2, AR3, AR4, AR5, AR6, AR20
- ALD
  - 02, 03, 04, C289, C91
- Allard
  - J2X-C
- Argo
  - JM19, JM19B, JM19C
- Aston Martin
  - AMR1
- Bardon
  - DB1
- BRM
  - P351
- Brun
  - C91
- Cheetah
  - G604
- Chevron
  - B36, B62
- Courage Competition (También conocido como Cougar)
  - C01, C01B, C02, C12, C20, C20B, C20S, C22, C22LM, C24S, C26S, C28LM, C30LM, C32LM
- De Cadenet (con Lola)
  - LM
- Dome
  - RC82, RC83, 85C, 86C
- Ecosse
  - C284, C285, C286
- EMKA
  - C83/1, C84/1
- Ford
  - C100
- Gebhardt
  - JC843, JC853, C91
- Grid
  - S1, S2
- Jaguar Cars
  - XJR-5, XJR-6, XJR-8, XJR-9, XJR-11, XJR-12, XJR-14
- Konrad
  - KM-011
- Kremer
  - CK5
- Lancia
  - LC1, LC2
- Lola
  - T610, T616, T92/10
- Lotec
  - C302, M1C
- March
  - 82G, 84G, 85G, 88S
- Mazda
  - 717C, 727C, 737C, 757, 767, 767B, 787, 787B, MXR-01
- Mercedes-Benz (con Sauber)
  - C9, C11, C291
- Nimrod
  - NRA C2
- Nissan
  - R85V, R86V, R87E, R88C, R89C, R90CP, R90CK, R91CP, R92CP
- Olmas
  - GLT-200
- Peugeot
  - 905, 905 Evo
- Porsche
  - 936C, 936J, 956, 962C, 962CK6
- ROC
  - 002
- Rondeau
  - M379, M382, M482
- Royale
  - RP40
- Sauber
  - SHS C6, C7, C8, C9
- Spice
  - SE86C, SE88C, SE87C, SE89C, SE90C
- Sthemo
  - SM01, SMC2
- Strandell
  - 85
- Tiga
  - GC84, GC85, GC286, GC287, GC288, GC289
- Toyota
  - 87C, 88C, 89C-V, 90C-V, 91C-V, 92C-V, 93C-V, 94C-V, TS010, GT-One
- URD
  - C81, C83
- WM
  - P82, P83, P85, P86, P87, P88, P489